# 5 de março
5 de março é o 64.º dia do ano no calendário gregoriano (65.º em anos bissextos). Faltam 301 dias para acabar o ano.

## Eventos históricos

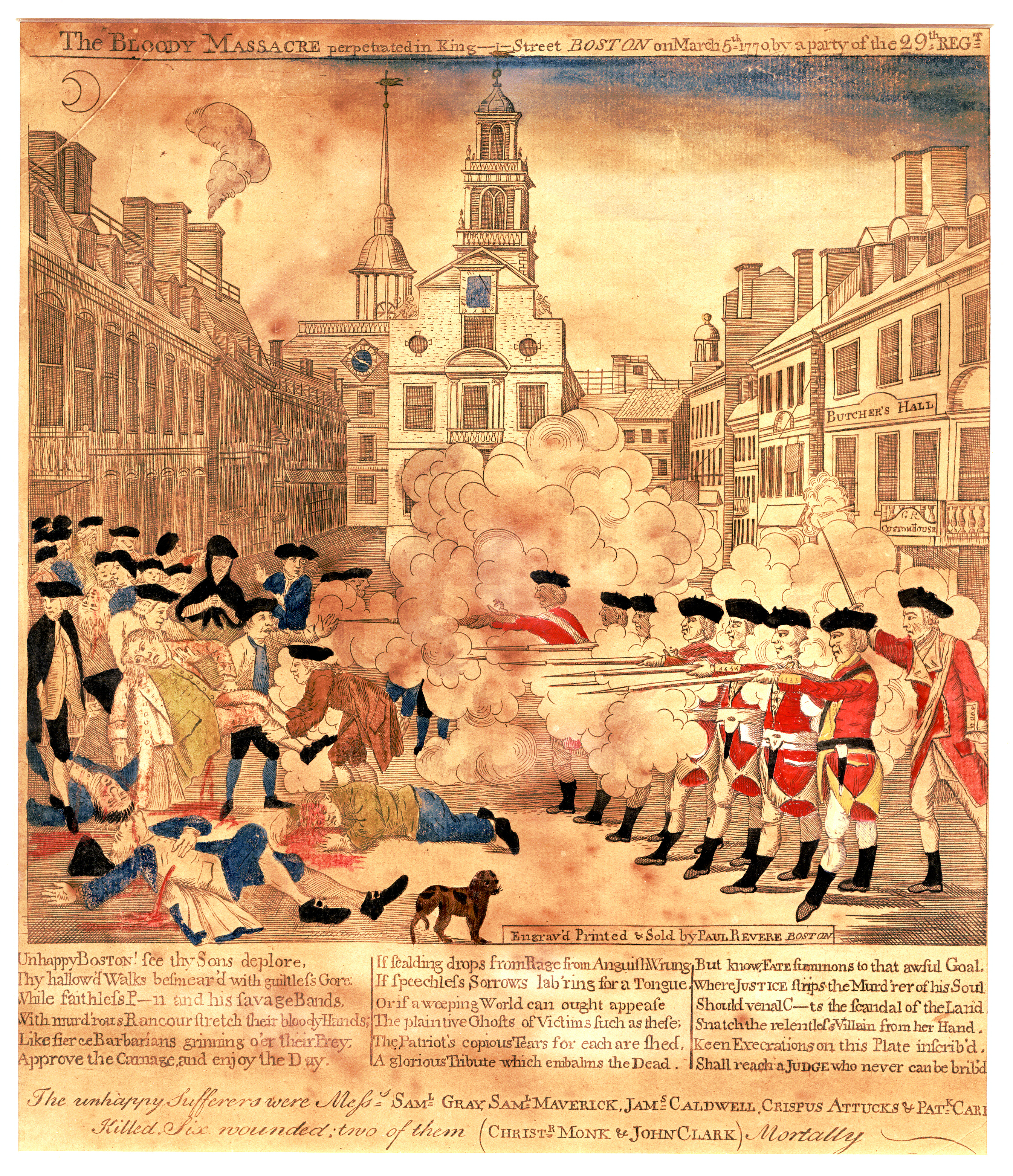
1770: O Massacre de Boston

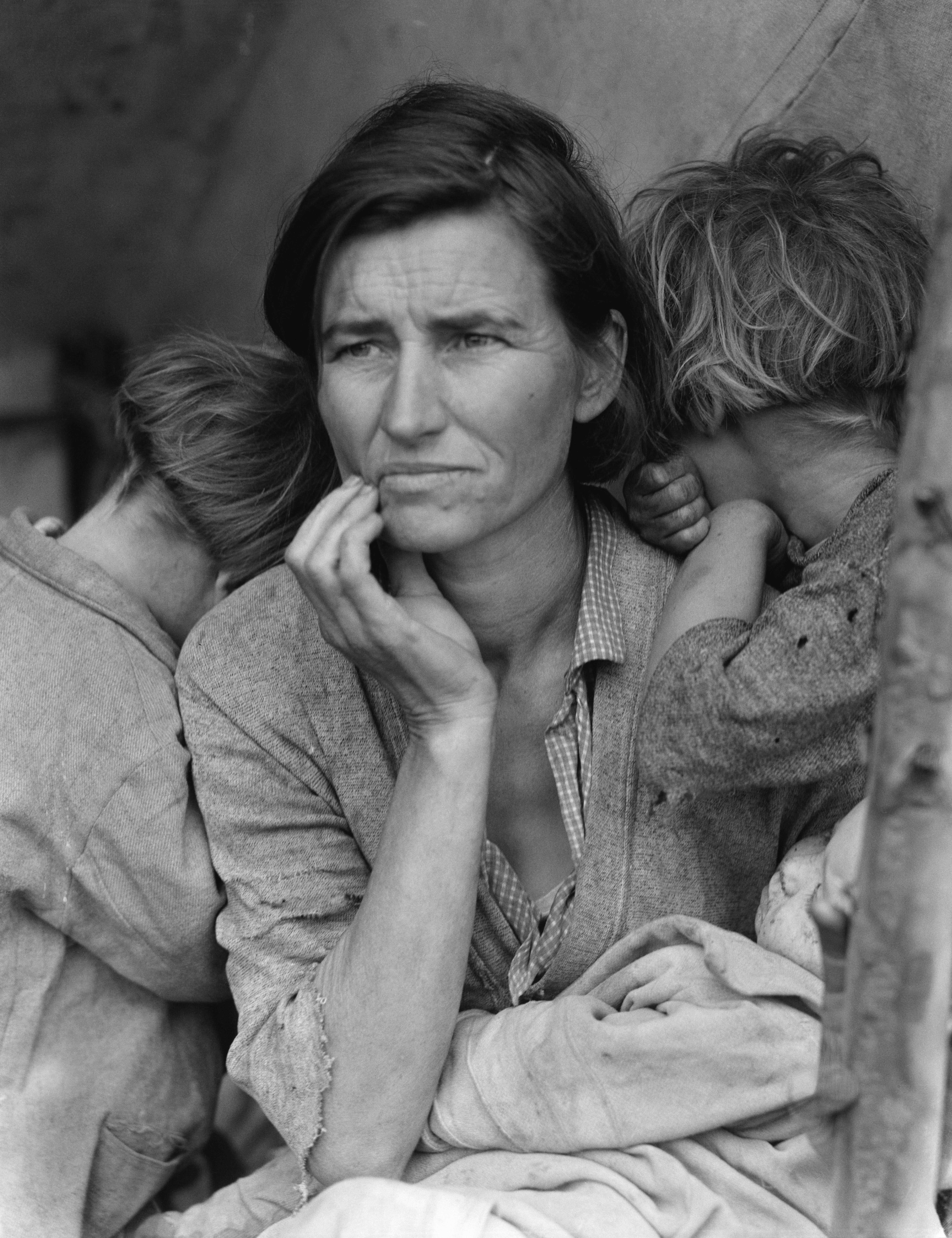
1933: A Grande Depressão

- 0363 — Imperador romano Juliano parte de Antioquia com um exército de 90 000 homens para atacar o Império Sassânida, em uma campanha que ocasionaria a sua própria morte.
- 1496 — Henrique VII da Inglaterra emite carta-patente a Giovanni Caboto e a seus filhos, autorizando-os a descobrirem terras desconhecidas.
- 1616 — Livro de Nicolau Copérnico Das revoluções das esferas celestes é adicionado ao Índice de Livros Proibidos 73 anos depois de ter sido publicado pela primeira vez.
- 1770 — Massacre de Boston: cinco colonos anglo-americanos são mortos por tropas da metrópole britânica em um incidente que daria início à Guerra da Independência dos Estados Unidos cinco anos mais tarde.
- 1811 — Guerra Peninsular: uma força francesa sob o comando do Marechal Victor é enviada para tentar impedir que um exército anglo-hispano-português levante o Cerco de Cádis na Batalha de Barrosa.
- 1824 — Primeira Guerra Anglo-Birmanesa: os britânicos declaram oficialmente a guerra à Birmânia.
- 1825 — Roberto Cofresí, um dos últimos piratas bem-sucedidos do Caribe, é derrotado em combate e capturado pelas autoridades.
- 1830 — Circula o primeiro exemplar do Jornal Matutina Meiapontense, em Meia Ponte (Atual Pirenópolis, Goiás). Este é o Primeiro Jornal do Centro-Norte brasileiro.
- 1836 — Samuel Colt produz o primeiro modelo de revólver (calibre 34).
- 1850 — Inaugurada a Ponte Britannia, atravessando o Estreito de Menai, entre a ilha de Anglesey e a terra firme no País de Gales.
- 1860 — Parma, Toscana, Módena e Romanha aceitam em referendo se unir ao Reino da Sardenha.
- 1868 — Mefistofele, ópera de Arrigo Boito, estreia no La Scala.
- 1912 — Forças italianas usam pela primeira vez dirigíveis para fins militares, utilizando-os para missões de reconhecimento aéreo por detrás das linhas turcas.
- 1916 — O Príncipe de Asturias, um navio transatlântico que se dirigia ao porto de Santos, fazendo sua sexta viagem à América do Sul, naufraga, sendo o maior desastre naval em águas brasileiras, com mais de 1 000 mortes.
- 1933
  - Partido Nazista de Adolf Hitler recebe 43,9% dos votos nas eleições do Reichstag, o que permite que os nazistas aprovem mais tarde a Lei de Concessão de Plenos Poderes e estabeleçam uma ditadura.
  - Grande Depressão: Presidente Franklin D. Roosevelt declara "feriado bancário", fechando todos os bancos estado-unidenses e congelando todas as transações financeiras, dando início à implementação do New Deal.
- 1936
  - Luís Carlos Prestes é preso juntamente com Olga Benário no Rio de Janeiro e interrogado pela primeira vez.
  - Primeiro voo do caça inglês Spitfire.
- 1940 — Seis membros do alto escalão do politburo soviético, incluindo Josef Stalin, assinam uma ordem para a execução de 25 700 poloneses da intelligentsia, incluindo 14 700 prisioneiros de guerra poloneses, no que será conhecido como o Massacre de Katyn.
- 1943 — Primeiro voo do caça a jato britânico Gloster Meteor e o único dos Aliados a entrar em ação antes do fim da Segunda Guerra Mundial.
- 1946 — Winston Churchill utiliza pela primeira vez a palavra "Cortina de Ferro" no seu discurso na Universidade Westminster em Fulton, Missouri nos Estados Unidos.
- 1953 — Joseph Stalin, Presidente do Conselho de Ministros da União Soviética, vem a falecer em Moscou após sofrer uma hemorragia cerebral quatro dias antes.
- 1965 — Intifada de Março: um levante de esquerda ocorre no Bahrein contra a presença colonial britânica.
- 1966 — Voo BOAC 911, uma aeronave Boeing 707, sofre uma falha estrutural causada por uma violenta turbulência e colide com o Monte Fuji, no Japão, matando todas as 124 pessoas a bordo.
- 1970 — Entra em vigor o Tratado de Não Proliferação de Armas Nucleares, após ser ratificado por 43 países.
- 1974 — Guerra do Yom Kippur: forças israelenses se retiram da margem ocidental do Canal de Suez.
- 1978 — Landsat 3 é lançado da Base da Força Aérea de Vandenberg na Califórnia.
- 1979 — Sondas soviéticas Venera 11, Venera 12 e o satélite solar germano-americano Hélios 2 são atingidos por raios gama.
- 1981 — ZX81, um pioneiro computador doméstico britânico, é lançado pela Sinclair Research e venderá mais de 1,5 milhão de unidades em todo o mundo.
- 1982 — Sonda soviética Venera 14 pousa em Vênus.
- 1990 — Começa a publicar-se o jornal Público em Portugal.
- 2015 — Nimrud, Dur Xarruquim e Hatra, sítios arqueológicos milenares e patrimônio cultural no Iraque, são destruídos por forças do Estado Islâmico.
- 2018 — Descoberto o local do naufrágio do USS Lexington no Mar de Coral, Oceano Pacífico.
- 2021 — Papa Francisco inicia uma visita de três dias ao Iraque em meio à pandemia de COVID-19.

## Nascimentos

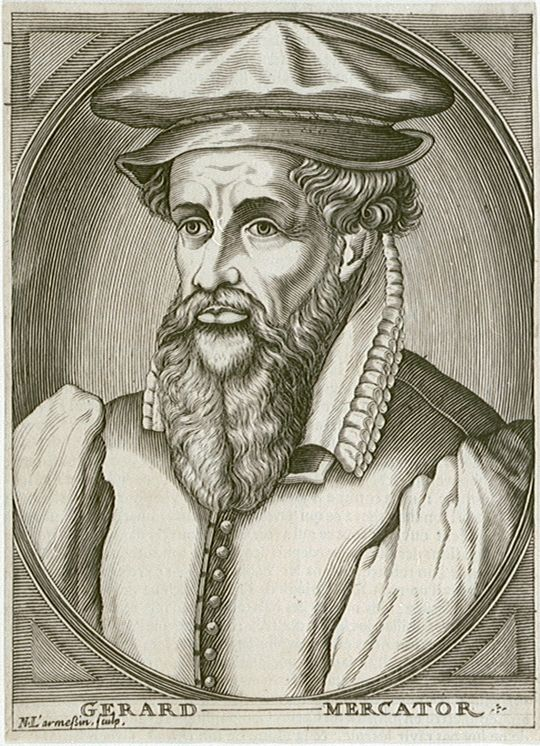
Gerardo Mercator

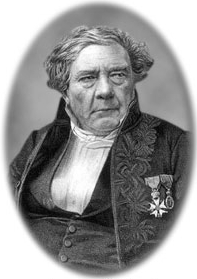
Jacques Babinet

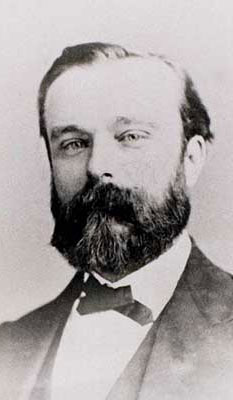
Étienne-Jules Marey

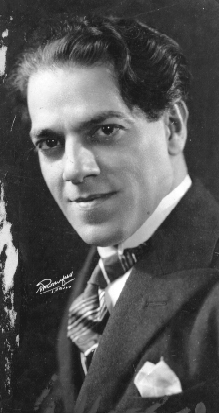
Heitor Villa-Lobos

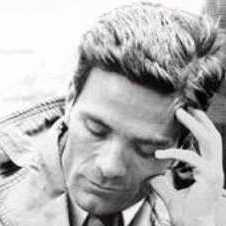
Pier Paolo Pasolini

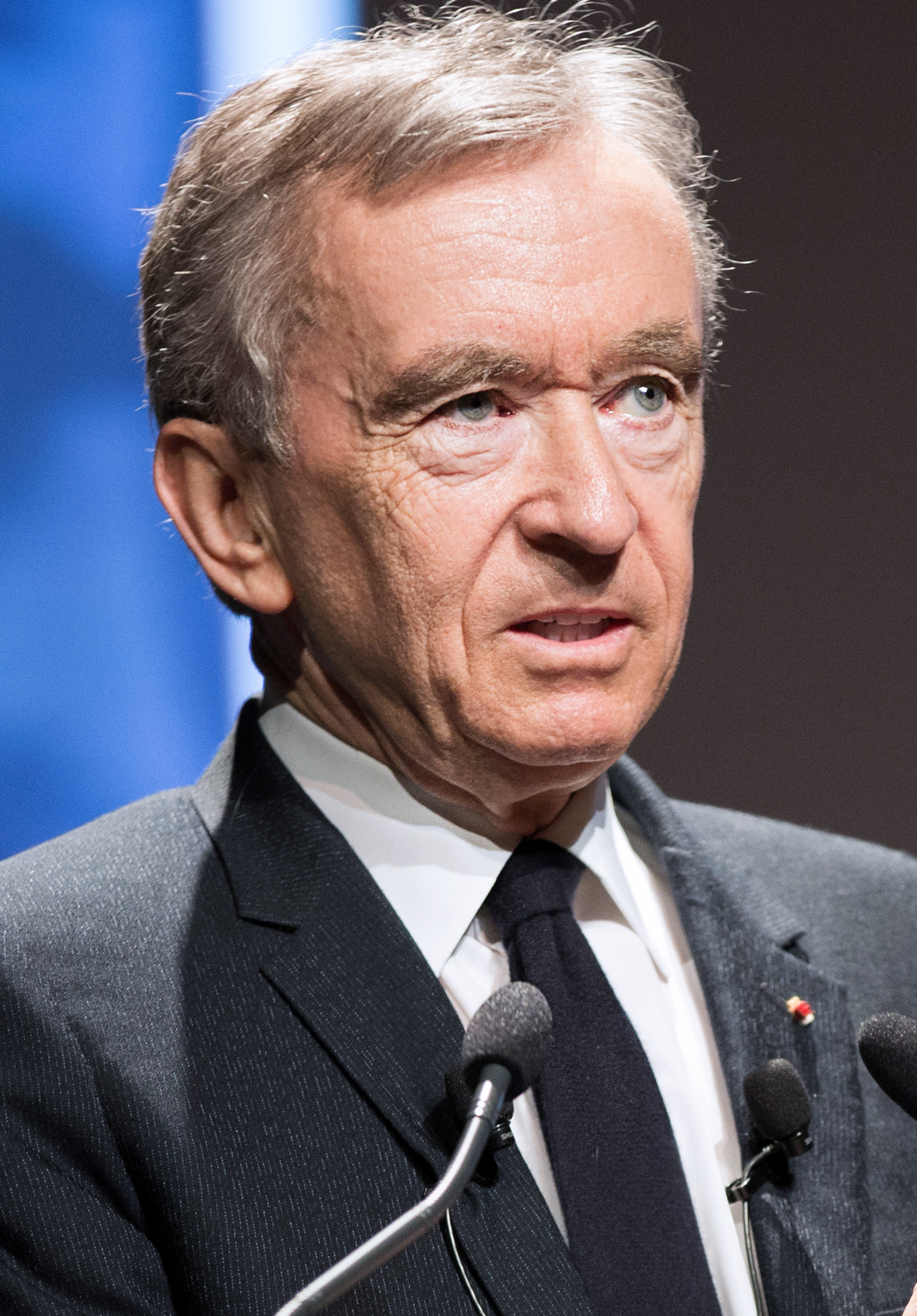
Bernard Arnault

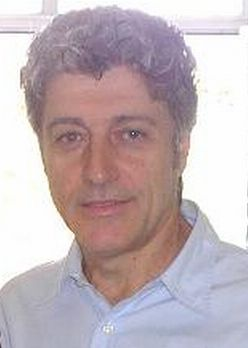
Caco Barcellos

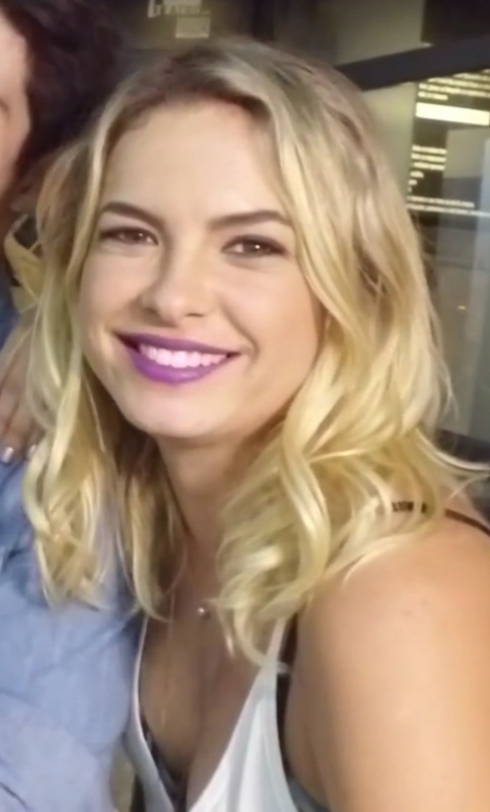
Lua Blanco

### Anteriores ao século XIX
- 1133 — Henrique II de Inglaterra (m. 1189).
- 1224 — Cunegunda da Polônia, princesa e santa húngara (m. 1292).
- 1324 — David II da Escócia (m. 1371).
- 1326 — Luís I da Hungria (m. 1382).
- 1512 — Gerardo Mercator, matemático, cartógrafo e filósofo flamengo (m. 1594).
- 1523 — Rodrigo de Castro Osorio, cardeal espanhol (m. 1600).
- 1527 — Ulrico, Duque de Mecklemburgo (m. 1603).
- 1574
  - William Oughtred, pastor e matemático inglês (m. 1660).
  - Frederico IV, Eleitor Palatino (m. 1610).
- 1585
  - Frederico I, Conde de Hesse-Homburgo (m. 1638).
  - João Jorge I, Eleitor da Saxônia (m. 1656).
- 1648 — David Caspari, teólogo alemão (m. 1702).
- 1696 — Giovanni Battista Tiepolo, pintor italiano (m. 1770).
- 1723 — Maria da Grã-Bretanha (m. 1773).
- 1726 — Claude François Xavier Millot, clérigo e historiador francês (m. 1785).
- 1748 — Jonas Carlsson Dryander, botânico e biólogo sueco (m. 1810).
- 1770 — Hans Ernst Karl von Zieten, militar prussiano (m. 1848).
- 1771 — Wilhelm Daniel Joseph Koch, botânico alemão (m. 1849).
- 1778 — Quintiliano Rodrigues da Rocha Franco, político brasileiro (m. 1854).
- 1779 — Benjamin Gompertz, matemático e estatístico britânico (m. 1865).
- 1785 — Carlo Odescalchi, cardeal italiano (m. 1841).
- 1794 — Jacques Babinet, físico, matemático e astrônomo francês (m. 1872).
- 1800 — Georg Friedrich Daumer, poeta e filósofo alemão (m. 1875).

### Século XIX
- 1803 — José Estanislau de Oliveira, militar brasileiro (m. 1884).
- 1811 — Charlemagne Théophile Lefebvre, explorador e escritor francês (m. 1860).
- 1815 — Mehmed Emin Aali, estadista otomano (m. 1871).
- 1816 — Rodman McCamley Price, político estado-unidense (m. 1894).
- 1828 — Antônio Luís Afonso de Carvalho, político brasileiro (m. 1892).
- 1830
  - Étienne-Jules Marey, fisiologista e cronofotógrafo francês (m. 1904).
  - Charles Wyville Thomson, historiador e zoólogo britânico (m. 1882).
- 1839 — Manuel José de Araújo Góis, político brasileiro (m. ?).
- 1846 — Edouard Van Beneden, biólogo belga (m. 1910).
- 1847 — Cesário Motta, médico e político brasileiro (m. 1897).
- 1848 — Rita Amada de Jesus, beata portuguesa (m. 1913).
- 1849 — Luís Alves Leite de Oliveira Belo, político brasileiro (m. 1915).
- 1853 — Howard Pyle, escritor e ilustrador americano (m. 1911).
- 1855 — Sofia Frederica da Áustria (m. 1857).
- 1858 — José Relvas, político português (m. 1929).
- 1862 — Siegbert Tarrasch, enxadrista e teórico alemão (m. 1934).
- 1869 — Michael von Faulhaber, cardeal alemão (m. 1952).
- 1870 — Frank Norris, jornalista e escritor americano (m. 1902).
- 1871 — Rosa Luxemburgo, economista e filósofa polonês-alemã (m. 1919).
- 1873
  - Lawrence J. Burpee, bibliotecário e autor canadense (m. 1946).
  - Olav Bjaaland, esquiador e explorador norueguês (m. 1961).
- 1874 — Henry Travers, ator anglo-americano (m. 1965).
- 1876 — Elisabeth Moore, tenista americana (m. 1959).
- 1878 — P. D. Ouspensky, filósofo russo (m. 1947).
- 1879 — William Beveridge, economista e acadêmico britânico (m. 1963).
- 1880
  - Sergei Natanovich Bernstein, matemático e acadêmico russo (m. 1968).
  - José Antônio Flores da Cunha, político brasileiro (m. 1959).
- 1882 — Dora Marsden, escritora e ativista britânica (m. 1960).
- 1883 — Marius Barbeau, etnógrafo e acadêmico canadense (m. 1969).
- 1886 — Freddie Welsh, boxeador britânico (m. 1927).
- 1887 — Heitor Villa-Lobos, violonista e compositor brasileiro (m. 1959).
- 1893 — Edgar Schneider, político brasileiro (m. 1963).
- 1894 — Artur de Magalhães Basto, professor e historiador português (m. 1960).
- 1896 — Ronald D'Oyley Good, botânico britânico (m. 1992).
- 1897 — Fernando Furlanetto, escultor brasileiro (m. 1975).
- 1898
  - Zhou Enlai, político chinês (m. 1976).
  - Misao Okawa, supercentenária japonesa (m. 2015).
  - Soong May-ling, política e pintora chinesa (m. 2003).
- 1899 — Cecil Roth, historiador britânico (m. 1970).

### Século XX

#### 1901–1950
- 1903 — Janus Braspennincx, ciclista neerlandês (m. 1977).
- 1904
  - Karl Rahner, padre e teólogo alemão (m. 1984).
  - Pei Wenzhong, paleontólogo, antropólogo e arqueólogo chinês (m. 1982).
- 1905 — László Benedek, diretor e cineasta húngaro-americano (m. 1992).
- 1907
  - Cícero Dias, pintor brasileiro (m. 2003).
  - Chitetsu Watanabe, supercentenário japonês (m. 2020).
- 1908
  - Rex Harrison, ator britânico (m. 1990).
  - Ludwig Goldbrunner, futebolista e treinador de futebol alemão (m. 1981).
- 1909
  - Patativa do Assaré, poeta brasileiro (m. 2002).
  - Leo Nielsen, ciclista dinamarquês (m. 1968).
- 1910
  - Ennio Flaiano, escritor, roteirista e crítico italiano (m. 1972).
  - Momofuku Ando, empresário taiwanês-japonês (m. 2007).
  - Konstantin Sergeyev, dançarino, diretor artístico e coreógrafo russo (m. 1992).
- 1911
  - Bruno Bernard Heim, prelado e escritor católico suíço (m. 2003).
  - Wolfgang Larrazábal, político venezuelano (m. 2003).
  - Donald Piper, basquetebolista estado-unidense (m. 1963).
- 1912 — Peter To Rot, catequista papuásio (m. 1945).
- 1913 — Josef Stroh, futebolista e treinador de futebol austríaco (m. 1991).
- 1915 — Laurent Schwartz, matemático e acadêmico francês (m. 2002).
- 1918
  - James Tobin, economista e acadêmico estado-unidense (m. 2002).
  - Milt Schmidt, jogador e treinador de hóquei no gelo canadense (m. 2017).
- 1920
  - Virginia Christine, atriz americana (m. 1996).
  - Juan José Torres Gonzáles, político boliviano (m. 1976).
- 1921
  - Ramón Rafagnelli, futebolista argentino (m. 2001).
  - José Bustamante, futebolista boliviano (m. ?)
- 1922 — Pier Paolo Pasolini, ator, diretor e roteirista italiano (m. 1975).
- 1924 — Roger Marche, futebolista francês (m. 1997).
- 1925
  - Luís Filipe Lindley Cintra, filólogo e linguista português (m. 1991).
  - Jacques Vergès, advogado francês (m. 2013).
  - George G. Hall, matemático britânico.
- 1927 — Jack Cassidy, ator e cantor estado-unidense (m. 1976).
- 1929
  - J. B. Lenoir, cantor, compositor e guitarrista estado-unidense (m. 1967).
  - Marcel Mauron, ex-futebolista suíço.
- 1931 — Barry Tuckwell, trompista e educador australiano (m. 2020).
- 1932 — Andre Hajdu, compositor e etnomusicólogo israelense (m. 2016).
- 1933 — Walter Kasper, cardeal e teólogo alemão.
- 1934 — Daniel Kahneman, economista e psicólogo israelense-americano (m. 2024).
- 1935 — Philip Chapman, engenheiro e astronauta australiano-americano (m. 2021).
- 1936
  - Dean Stockwell, ator estado-unidense (m. 2021).
  - Canaan Sodindo Banana, pastor e político zimbabuano (m. 2003).
  - Vladimir Maslachenko, futebolista ucraniano (m. 2010).
  - Ernst Zägel, futebolista alemão (m. 2020).
- 1937
  - Olusegun Obasanjo, general e político nigeriano.
  - Divaldo Suruagy, político brasileiro (m. 2015).
- 1938
  - Lynn Margulis, bióloga e acadêmica estado-unidense (m. 2011).
  - Fred Williamson, jogador de futebol americano, ator, diretor, produtor e roteirista estado-unidense.
- 1939 — Samantha Eggar, atriz britânica.
- 1940
  - Graham McRae, ex-automobilista neozelandês (m. 2021).
  - Sepp Piontek, ex-futebolista e treinador de futebol alemão.
- 1941 — Roberto Requião, político brasileiro.
- 1942 — Felipe González, advogado e político espanhol.
- 1943
  - Noel de Carvalho, político brasileiro.
  - Shehu Musa Yar'Adua, político nigeriano (m. 1997).
  - Lucio Battisti, cantor, compositor e guitarrista italiano (m. 1998).
- 1944
  - Ewa Sowińska, política polonesa.
  - Jorge Ortiga, arcebispo português.
  - Peter Brandes, pintor e escultor dinamarquês (m. 2025).
- 1945 — Erwin Vandendaele, ex-futebolista belga.
- 1946
  - Murray Head, ator e cantor britânico.
  - Delfina Cruz, atriz portuguesa (m. 2015).
  - Richard Bell, pianista canadense (m. 2007).
- 1947
  - Clodagh Rodgers, cantora e atriz britânica.
  - Nobuhiko Hasegawa, mesa-tenista japonês (m. 2005).
- 1948
  - Paquirri, toureiro espanhol (m. 1984).
  - Elaine Paige, atriz e cantora britânica.
  - Eddy Grant, cantor, compositor e músico guianense-britânico.
  - Jan van Beveren, futebolista e treinador neerlandês (m. 2011).
  - Annette Charles, atriz estado-unidense (m. 2011).
- 1949
  - Franz Josef Jung, advogado e político alemão.
  - Bernard Arnault, empresário, filantropo e colecionador de arte francês.
- 1950
  - Caco Barcellos, jornalista brasileiro.
  - Nandó dos Santos, político angolano.

#### 1951–2000
- 1951
  - Fernando Vannucci, jornalista e apresentador de televisão brasileiro (m. 2020).
  - Michael Gore, compositor estado-unidense.
- 1952
  - Luis Alberto de Abreu, dramaturgo brasileiro.
  - Petar Borota, futebolista e treinador de futebol sérvio (m. 2010).
- 1953
  - Katarina Frostenson, poetisa e escritora sueca.
  - Michael J. Sandel, filósofo e acadêmico americano.
  - Valery Korzun, cosmonauta russo.
  - Richard Sanderson, cantor e ator britânico.
  - Lorenzo Serra Ferrer, treinador de futebol espanhol.
- 1954
  - João Lourenço, político angolano.
  - Mario Sergio Cortella, escritor e filósofo brasileiro.
- 1955 — Rodrigo Kenton, ex-futebolista e treinador de futebol costarriquenho.
- 1956
  - Teena Marie, cantora, compositora e produtora musical americana (m. 2010).
  - Adriana Barraza, atriz mexicana.
- 1957 — Mark E. Smith, cantor, compositor e músico britânico (m. 2018).
- 1958
  - Andy Gibb, cantor, compositor e ator anglo-australiano (m. 1988).
  - Vladimir Bessonov, ex-futebolista e treinador de futebol ucraniano.
- 1959
  - Darío Grandinetti, ator argentino.
  - Milton Leite, jornalista e narrador esportivo brasileiro.
  - Talia Balsam, atriz estado-unidense.
  - Vazgen Sargsyan, coronel e político armênio (m. 1999).
- 1960 — Vital Dias, músico brasileiro (m. 2015).
- 1961Carlos Restrepo, treinador de futebol colombiano.
- 1962
  - Amina Annabi, cantora e atriz francesa.
  - Robert Curbeam, ex-astronauta estado-unidense.
  - Wellington Dias, político brasileiro.
  - Choi In-young, ex-futebolista sul-coreano.
- 1963
  - Wilhelm Krautwaschl, religioso austríaco.
  - Joel Osteen, pastor, escritor e apresentador de televisão americano.
  - Lotta Engberg, cantora sueca.
- 1964
  - Scott Skiles, ex-basquetebolista estado-unidense.
  - Gerald Vanenburg, ex-futebolista e treinador de futebol neerlandês.
  - José Bordalás, ex-futebolista e treinador de futebol espanhol.
- 1965  — Aramis Trindade, ator, produtor e diretor brasileiro.
- 1966
  - Michael Irvin, jogador de futebol americano, comentarista esportivo e ator americano.
  - Aasif Mandvi, ator, produtor e roteirista indiano-americano.
  - Mark Z. Danielewski, escritor estado-unidense.
  - Kim Pan-keun, ex-futebolista sul-coreano.
  - Oh Eun-Sun, montanhista sul-coreana.
- 1968
  - Gordon Bajnai, empresário e político húngaro.
  - Ambrose Mandvulo Dlamini, político e empresário essuatiniano (m. 2020).
- 1969
  - Danny King, escritor e dramaturgo britânico.
  - MC Solaar, rapper senegalês-francês.
  - Paul Blackthorne, ator e produtor britânico.
  - Juan Carlos Villamayor, ex-futebolista paraguaio.
- 1970
  - Mike Brown, ex-jogador e treinador de basquete americano.
  - John Frusciante, cantor, compositor, guitarrista e produtor estado-unidense.
  - Yuu Watase, ilustradora japonesa.
  - Francisco Soler, ex-futebolista e treinador de futebol espanhol.
- 1971
  - Filip Meirhaeghe, ciclista belga.
  - Dinho, cantor brasileiro (m. 1996).
  - Yuri Lowenthal, dublador, produtor e roteirista estado-unidense.
- 1972
  - Luca Turilli, músico italiano.
  - Nicole Ramalalanirina, ex-atleta malgaxe.
- 1973
  - Nelly Arcan, escritora canadense (m. 2009).
  - Nicole Pratt, ex-tenista, treinadora e comentarista esportiva australiana.
  - Giuliano Pariz, ex-futebolista e treinador de futebol brasileiro.
  - Paulo Fonseca, treinador de futebol e ex-futebolista português.
  - Ilshat Fayzulin, ex-futebolista russo.
- 1974
  - Kevin Connolly, ator e diretor americano.
  - Bolo, ex-futebolista espanhol.
  - Eva Mendes, atriz e modelo estado-unidense.
  - Jens Jeremies, ex-futebolista alemão.
  - Matt Lucas, ator, comediante e escritor britânico.
- 1975
  - Jolene Blalock, atriz estadunidense.
  - Luciano Burti, ex-automobilista e comentarista esportivo brasileiro.
  - Serguei Ivanov, ciclista russo.
  - Sílvia Andrea Santos Luz, ex-basquetebolista brasileira.
  - Sasho Petrovski, ex-futebolista australiano.
- 1976
  - Neil Jackson, ator, produtor e roteirista britânico.
  - Chiwoniso Maraire, cantora zimbabuana (m. 2013).
  - Šarūnas Jasikevičius, ex-basquetebolista e treinador de basquete lituano.
  - Paul Konerko, ex-jogador de beisebol americano.
  - Tim Sylvia, lutador estado-unidense.
- 1977
  - Taismary Agüero, jogadora de vôlei cubano-italiana.
  - Wally Szczerbiak, ex-basquetebolista estado-unidense.
- 1978 — Blessing Kaku, ex-futebolista nigeriano.
- 1979
  - Phil Giebler, automobilista estado-unidense.
  - Jarno Heinikangas, ex-futebolista finlandês.
  - Rógvi Jacobsen, ex-futebolista feroês.
  - Érico Brás, ator e apresentador de televisão brasileiro.
  - Tang Gonghong, halterofilista chinesa.
  - Youssef Mokhtari, ex-futebolista marroquino.
- 1981
  - Erika Oliveira, modelo portuguesa.
  - Shugo Oshinari, ator japonês.
- 1982
  - Dan Carter, jogador de rúgbi neozelandês.
  - Elaine Martins, cantora e compositora brasileira.
  - Hitsugi, músico japonês.
  - Danilo Clementino, ex-futebolista brasileiro.
- 1983
  - Gabriel Santos, ex-futebolista brasileiro.
  - Pablo Brandán, futebolista argentino.
- 1984 — Rômulo Estrela, ator brasileiro.
- 1985
  - David Marshall, futebolista britânico.
  - Whitney Port, estilista estado-unidense.
  - Kenichi Matsuyama, ator japonês.
- 1986
  - Diego Lagos, futebolista argentino.
  - Shikabala, futebolista egípcio.
  - Adriano Niz, nadador português.
  - Sebastián Balsas, ex-futebolista uruguaio.
- 1987
  - Anna Chakvetadze, ex-tenista russa.
  - Chris Cohen, ex-futebolista britânico.
  - Ishmael Miller, futebolista britânico.
  - Bruno Grassi, futebolista brasileiro.
  - Emerson Samba, futebolista serra-leonês.
  - Blaž Kavčič, ex-tenista esloveno.
  - Sebastian De Maio, futebolista francês.
  - Lua Blanco, atriz e cantora brasileira.
- 1988 — Liassine Cadamuro, futebolista argelino.
- 1989
  - Jonathan Cristaldo, futebolista argentino.
  - Kensuke Nagai, futebolista japonês.
  - Jake Lloyd, ator estado-unidense.
  - Pedro Beda, futebolista brasileiro.
  - Nicole Natalino, cantora chilena.
  - Sterling Knight, ator estado-unidense.
  - Exequiel Benavídez, futebolista argentino.
- 1990
  - Danny Drinkwater, ex-futebolista britânico.
  - Mason Plumlee, jogador de basquete americano.
  - Alana Blanchard, surfista estado-unidense.
  - Vanessa Chefer, heptatleta brasileira.
  - Marco Ureña, futebolista costarriquenho.
  - Matt Rogers, comediante, ator, escritor, podcaster, apresentador de televisão e artista musical norte-americano.
- 1991
  - Rogelio Funes Mori, futebolista argentino.
  - Ramiro Funes Mori, futebolista argentino.
  - Gillian Justiana, ex-futebolista curaçauense.
- 1993
  - Fred, futebolista brasileiro.
  - Dimitris Diamantakos, futebolista grego.
  - Harry Maguire, futebolista britânico.
  - Ahmed Hassan Mahgoub, futebolista egípcio.
- 1994
  - Daria Saville, tenista russa.
  - Gastón Silva, futebolista uruguaio.
- 1995
  - Sage Karam, automobilista estado-unidense.
  - Bruno Tubarão, futebolista brasileiro.
- 1996
  - Emmanuel Mudiay, jogador de basquete congolês.
  - Gabriel Boschilia, futebolista brasileiro.
  - Taylor Hill, modelo estado-unidense.
  - Kyle Kaiser, automobilista estado-unidense.
- 1997 — Milena Venega, remadora cubana.
- 1998
  - Sergio Díaz, futebolista paraguaio.
  - Yusra Mardini, nadadora síria.
  - Merih Demiral, futebolista turco.
- 1999
  - Yeri, cantora, rapper e dançarina sul-coreana.
  - Madison Beer, cantora e atriz estado-unidense.
- 2000
  - Jan Hurtado, futebolista venezuelano.
  - Mélanie de Jesus dos Santos, ginasta francesa.
  - Li Wenwen, halterofilista chinesa.

### Século XXI
- 2005 — Wesley, futebolista brasileiro.
- 2007 — Roman Griffin Davis, ator britânico.

## Mortes

### Anteriores ao século XIX
- 0254 — Papa Lúcio I (n. 205).
- 1416 — Leonor de Castela, Rainha de Navarra (n. 1363).
- 1417 — Manuel III de Trebizonda (n. 1364).
- 1534 — Correggio, pintor e educador italiano (n. 1489).
- 1539 — Nuno da Cunha almirante e político português (n. 1487).
- 1572 — Giulio Campi, pintor e arquiteto italiano (n. 1500).
- 1605 — Papa Clemente VIII (n. 1536).
- 1622 — Rainúncio I Farnésio, duque de Parma (n. 1569).
- 1770 — Crispus Attucks, escravo americano (n. 1723).
- 1778 — Thomas Arne, compositor e educador britânico (n. 1710).

### Século XIX
- 1815 — Franz Anton Mesmer, médico e astrólogo alemão (n. 1734).
- 1827
  - Alessandro Volta, físico e acadêmico italiano (n. 1745).
  - Pierre-Simon Laplace, matemático e astrônomo francês (n. 1749).
- 1840 — George Spencer-Churchill, 5.º Duque de Marlborough (n. 1766).
- 1841 — José de Castro e Silva, político brasileiro (n. 1776).
- 1857 — Maria Benedita de Castro Canto e Melo, nobre brasileira (n. 1792).
- 1865 — Heinrich Wilhelm Schott, botânico austríaco (n. 1794).
- 1870 — José Maria do Vale, político brasileiro (n. 1807).
- 1871 — John Thomas, teólogo britânico (n. 1805).
- 1876
  - Francesco Maria Piave, poeta e libretista italiano (n. 1810).
  - Marie d'Agoult, historiadora e escritora franco-alemã (n. 1805).
- 1880 — Anastácio Silveira de Sousa, político brasileiro (n. 1809).
- 1893 — Hippolyte Taine, historiador e crítico francês (n. 1828).
- 1894 — Emílio Severino de Avelar, médico português (n. 1834).
- 1895
  - Henry Rawlinson, general e orientalista britânico (n. 1810).
  - Nikolai Leskov, escritor, dramaturgo e jornalista russo (n. 1831).
- 1897 — Luís, Conde de Áquila (n. 1824).
- 1900 — Emmanuel Liais, político, botânico, astrônomo e explorador francês (n. 1826).

### Século XX
- 1903 — Gaston Paris, escritor e erudito francês (n. 1839).
- 1904 — Alfred von Waldersee, militar prussiano (n. 1832).
- 1909 — Júlio Anacleto Falcão da Frota, militar e político brasileiro (n. 1836).
- 1910 — Luís Antônio de Oliveira, nobre brasileiro (n. 1831).
- 1917 — Manuel de Arriaga, político português (n. 1840).
- 1918
  - Emílio Blum, engenheiro e político brasileiro (n. 1861).
  - Abdón Porte, futebolista uruguaio (n. 1890).
- 1919 — Brasílio Augusto Machado de Oliveira, político brasileiro (n. 1848).
- 1925 — Johan Ludwig Jensen, matemático e engenheiro dinamarquês (n. 1859).
- 1927 — Franz Mertens, matemático e acadêmico polonês-austríaco (n. 1840).
- 1929 — David Dunbar Buick, empresário anglo-americano (n. 1854).
- 1941
  - Karl Menning, diretor de teatro e diplomata estoniano (n. 1874).
  - Demétrio Pavlovich da Rússia, nobre russo (n. 1891).
- 1944 — Max Jacob, poeta e escritor francês (n. 1876).
- 1945 — Lena Baker, afro-americana mantida em cativeiro após a era da escravidão (n. 1900).
- 1947 — Alfredo Casella, pianista, compositor e maestro italiano (n. 1883).
- 1952 — Fábio de Barros, médico, cronista e jornalista brasileiro (n. 1881).
- 1953
  - Herman J. Mankiewicz, roteirista e produtor americano (n. 1897).
  - Josef Stalin, revolucionário comunista, ditador e político soviético de ascendência georgiana (n. 1878).
  - Serguei Prokofiev, pianista, compositor e maestro russo (n. 1891).
- 1957 — William Cameron Menzies, cenógrafo e cineasta estado-unidense (n. 1896).
- 1958 — Afonso Duarte, poeta português (n. 1884).
- 1961 — Kjeld Abell, escritor e dramaturgo dinamarquês (n. 1901).
- 1963 — Patsy Cline, cantora e compositora estado-unidense (n. 1932).
- 1966 — Anna Akhmátova, poetisa, escritora e tradutora ucraniano-russa (n. 1889).
- 1967 — Mohammed Mossadegh, cientista político e político iraniano (n. 1882).
- 1972 — Severino Franco da Silva, futebolista brasileiro (n. 1899).
- 1973
  - Leo Vaz, escritor brasileiro (n. 1890).
  - Rupert Crosse, ator americano (n. 1927).
- 1974 — Cândido Fontoura, farmacêutico e empresário brasileiro (n. 1885).
- 1977 — Tom Pryce, automobilista britânico (n. 1949).
- 1981 — Yip Harburg, compositor americano (n. 1896).
- 1982 — John Belushi, ator americano (n. 1949).
- 1983 — Eraldo Gueiros Leite, magistrado e político brasileiro (n. 1912).
- 1984
  - William Powell, ator estado-unidense (n. 1892).
  - Pedro Homem de Melo, poeta português (n. 1904).
  - Tito Gobbi, barítono italiano (n. 1913).
- 1985 — Humberto Pasquale, religioso e escritor italiano (n. 1906).
- 1990
  - Gary Merrill, ator e diretor americano (n. 1915).
  - Edmund Conen, futebolista alemão (n. 1914).
- 1991 — Helmut Sick, ornitólogo e naturalista alemão (n. 1910).
- 1996 — Whit Bissell, ator americano (n. 1909).
- 1997 — Marcos Barbosa, religioso brasileiro (n. 1915).
- 1999 — Richard Kiley, ator e cantor americano (n. 1922).

### Século XXI
- 2004 — Jorge Guinle, socialite brasileiro (n. 1916).
- 2005 — Agnes Fontoura, atriz brasileira (n. 1928).
- 2006 — Richard Kuklinski, criminoso estado-unidense (n. 1935).
- 2007
  - Ivo Lorscheiter, religioso brasileiro (n. 1927).
  - Yvan Delporte, autor de banda desenhada belga (n. 1928).
- 2008
  - Joel Serrão, historiador português (n. 1919).
  - Joseph Weizenbaum, cientista da computação e escritor alemão (n. 1923).
- 2009 — Valeriy Broshin, futebolista russo (n. 1962).
- 2010
  - Aleksandr Grave, ator russo (n. 1920).
  - Philip Langridge, cantor britânico (n. 1939).
  - Richard Stapley, ator e escritor britânico (n. 1923).
  - Samuel Eldersveld, cientista político estadunidense (n. 1917).
- 2013
  - Hugo Chávez, coronel e político venezuelano (n. 1954).
  - Paul Bearer, produtor profissional de wrestling norte-americano (n. 1954).
  - Duane Tolbert Gish, bioquímico e acadêmico americano (n. 1921).
- 2015 — Edward Michael Egan, cardeal americano (n. 1932).
- 2016
  - Hassan al-Turabi, ativista e político sudanês (n. 1932).
  - Ray Tomlinson, programador e engenheiro de computação americano (n. 1941).
- 2017 — Kurt Moll, cantor de ópera alemão (n. 1938).

- 2023 — Pedro Rodrigues Filho, assassino brasileiro (n. 1954).
- 2024 — António-Pedro Vasconcelos, cineasta português (n. 1939).

## Feriados e eventos cíclicos
- Dia do filatelista brasileiro.
- Dia da Integração Cooperativista.
- Dia da Música Clássica.
- Dia da Outorgação do Foral Manuelino - Feriado Municipal em Ferreira do Alentejo.

### Cristianismo
- Ciarán de Saighir
- Gerásimo do Jordão
- João José da Cruz
- Papa Lúcio I
- Teófilo de Cesareia

## Outros calendários
- No calendário romano era o 3.º dia (III) antes das nonas de março.
- Quando o culto da deusa egípcia Ísis se divulgou no Império romano, este dia marcava a partida da sua barca em viagem para a Fenícia, o que estava associado ao início da época da pesca.
- No calendário litúrgico tem a letra dominical A para o dia da semana.
- No calendário gregoriano a epacta do dia é xxvi.